# Танцы на крыше (фильм)
«Танцы на крыше» — советская молодёжная драма 1985 года режиссёра Виктора Волкова по сценарию Аркадия Красильщикова. Фильм снят Первым творческим объединением Центральной киностудии детских и юношеских фильмов им. М. Горького с мая по август 1985 года. В широкий прокат картина вышла 27 октября 1986 года и была показана в кинотеатрах в сильно урезанном виде.
В 2007 году киностудия имени М. Горького совместно с компанией «Видеосинтез» выпустила фильм в формате DVD, дополнив его картиной «Всё для вас» (1964). Является первым снятым отечественным фильмом, в котором был показан брейк-данс.

## Сюжет
Подростки середины восьмидесятых, растущие в условиях полного материального благополучия и сидящие на шее своих родителей. Герой фильма, восьмиклассник Виктор из благополучной семьи, проводит летние каникулы со сверстниками, слоняясь по улицам города и отдыхая на берегу озера и на концертах. Парню не хватало карманных денег на модную одежду и записи рок-музыки, за помощью он стал обращаться к знакомому бармену-спекулянту, который помогал добывать деньги. Однажды Виктор познакомился с рабочим станкостроительного завода Борисом Плетнёвым, который стал авторитетом для парня и сумел доказать подростку, что существует другая жизнь. Плетнёв привёл его на свой завод и показал, как люди зарабатывают деньги честным трудом.

## В ролях
| Актёр                | Роль           |
| -------------------- | -------------- |
| Григорий Катаев      | Виктор         |
| Александр Фатюшин    | Борис Плетнёв  |
| Валентина Шендрикова | мать Виктора   |
| Игорь Ясулович       | отец Виктора   |
| Илья Клименков       | Глеб           |
| Александра Колкунова | Света          |
| Елена Ревзина        | Ирина          |
| Юрий Чернов          | бармен         |
| Виктор Иванов        | приятель Глеба |
| Дмитрий Кузьмин      | приятель Глеба |
| Ирина Артамонова     | подруга Светы  |
| Татьяна Курносова    | подруга Светы  |
| Олег Мартынов        | меломан        |
| Сергей Борисов       | фотограф       |

В фильме участвовали
- Танцевальный ансамбль Рижского эстрадно-концертного объединения (солистка и балетмейстер: Лайма Вайкуле)
- Инструментальный ансамбль «Рецитал» (художественный руководитель: Руслан Горобец)
- Танцоры брейк-данса из студии Дома культуры издательства «Правда» (постановщик танцев: Валентин Гнеушев): Фёдор Дятлов из группы «Вектор»[13] и Дмитрий Гумбург (нижний брейк), Виктория Медведева (пантомима), Павел «Пауль» Пивоваров, Александр Посвянский, П. Озерных, А. Зубов, Карим Хольфа, Андрей Жучков. По словам Гнеушева, в съёмках фильма участвовало 30 человек из его эстрадно-танцевального коллектива при ДК «Правда»[14].

## Съёмочная группа
- Автор сценария: Аркадий Красильщиков[4]
- Режиссёр-постановщик: Виктор Волков
- Оператор-постановщик: Александр Мачильский
- Художник-постановщик: Олег Краморенко
- Композитор: Владимир Давыденко
- Авторы текста песен: Виктор Волков, Владимир Кузьмин
- Звукооператор: Ольга Вагина

## Музыка в фильме
- «В лабиринтах любви» — Владимир Кузьмин
- «Ты найди меня» — Лайма Вайкуле

## Критика
В 1985 году в июльском номере журнала «Советский экран» режиссёр Волков раскрыл тайну названия фильма: Виктор проводит каникулы бездумно, а чтобы «убить время» даже устраивает танцы на крыше. Съёмки сцены на заводе проходили в цехе московского завода «Станкоагрегат» в мае 1985 года.
В 1986 году в ноябрьском номере журнала «Новые фильмы» отметили, что режиссёр Волков вновь обращается к проблемам
современной молодёжи, которая растёт в условиях полного материального благополучия и не готова к самостоятельной жизни.
В 1986 году в ноябрьском номере журнала «Спутник кинозрителя» в рубрике «Афиша» было анонсировано, что фильм рекомендован подросткам 15-летнего возраста, которые ещё не нашли своего места в жизни и нуждаются в серьёзном разговоре. Картина также понравится любителям брейк-данса, электронной музыки и ансамбля «Рецитал».
В 1987 году в журнале «Молодой большевик» написали о том, что фильм рассказывает о компании старшеклассников, которые во время летних каникул танцуют свой любимый брейк на крыше современного дома, ездят на пикники, переписывают записи друг у друга.
В 1988 году в книге «На повороте времени. XXVII съезд КПСС и актуальные проблемы современного кино» искусствовед Татьяна Кукаркина посчитала, что режиссёру Волкову был навязан сценарий картины, «призванной пробуждать у подростков поступить ПТУ», в результате чего возникла «фальшивая лента».
В 2000 году в книге «Слово о кино: Статьи, рецензии, портреты разных лет» было отмечено, что из всех 18 фильмов, сделанных киностудией Горького в 1985 году, Государственный комитет СССР по кинематографии отнёс только один фильм «Танцы на крыше» к третьей группе по оплате. Это означает, что фильм признали самым худшим, однако, по мнению автора книги Людмилы Донец, это лучшая картина студии.
В 2017 году редактор английского интернет-издания The Calvert Journal, Михаил Агафонов, упомянул в статье о советских би-боях о фильме «Танцы на крыше», сцена с брейк-дансом из которого послужила для советских зрителей знакомством с совершенно новым танцевальным жанром.